# Chapitre de chanoines d'Aire-sur-la-Lys
Le chapitre de chanoines d'Aire-sur-la-Lys est un chapitre de chanoines situé à Aire-sur-la-Lys dans le Pas-de-Calais. Créé au XIe siècle, il existe jusqu'à la Révolution française qui ordonne la dissolution des ordres monastiques, et autres chapitres de chanoines ainsi que de tout ce qui leur est rattaché.

## Histoire

### Création
En 1059, le comte de Flandre Baudouin V institue un chapitre de chanoines à Aire-sur-la-Lys et lance la construction d'une église dédiée à Pierre apôtre (saint Pierre). Cette décision accentue le développement du lieu au point de former une ville. Baudouin donne au chapitre une dent de Pierre, patron de l'église, et un bras de saint Adrien (Adrien de Nicomédie) en tant que premières reliques. Le comte de Flandre et son épouse Adèle de France attachent quatorze chanoines au service de la collégiale tout en les dotant de biens considérables, tels que la dîme de la châtellenie d'Aire, l'église Saint-Martin avec sa dîme, etc..
En 1075, Philippe Ier, roi des Francs confirme la fondation du chapitre de Saint-Pierre, et donne aux chanoines le droit d'élire librement leur dirigeant ou prévôt. La charte établie par le roi énumère l'ensemble de ses possessions. Deux bulles des papes Pascal II en 1104 et Calixte II en 1119 font de même. Elles confirment les biens et privilèges du chapitre, tout en le plaçant sous la protection de la papauté. Plusieurs successeurs des souverains pontifes (Grégoire IX en 1233; Alexandre IV en 1254) rappellent la situation du chapitre, et son indépendance par rapport notamment au pouvoir de l'évêque de Thérouanne. Ils accordent au chapitre en 1196 le droit d'excommunier toute personne qui aurait porté atteinte au chapitre, à leurs clercs ou à leurs biens. Les chanoines vont essayer d'utiliser cette arme, mais cessent de le faire après 1497, ayant constaté le peu d'effet à leur avantage, voire pouvant tourner à leur désavantage lorsqu'il était jugé qu'ils avaient abusé de ce droit.
L'église, précédant l'actuelle collégiale Saint-Pierre d'Aire, est consacrée en 1166 après des travaux ayant duré près de cent ans. À cette date, le chapitre compte 37 chanoines et la ville d'Aire devient un centre religieux important.
Le chapitre est mené par cinq dignitaires : le prévôt, le doyen, le chantre, l'écolâtre et le trésorier, élus par leurs pairs. Se rencontrent ensuite les chapelains, les vicaires, des enfants de chœur, jusqu'à des laïcs. Le prévôt dirige le chapitre. Il détient l'anneau pastoral et la croix pectorale. Après probablement quelques prédécesseurs, le plus ancien prévôt connu, portant le nom de Jean, est le confesseur de la comtesse de Flandre Clémence de Bourgogne. Le prévôt bénéficie de revenus très confortables, à charge pour lui de s'acquitter de dépenses au bénéfice du chapitre. Le prévôt nomme aux canonicats vacants. Le chapitre et le prévôt ont un droit de patronage sur les différents établissements religieux situés dans la ville et sur des paroisses proches comme celle de Saint-Venant : ils ont la haute main sur tout ce qui concerne la religion dans le périmètre concerné. Leur consentement est nécessaire pour toute question nouvelle : création d'une chapelle, installation d'une cloche. Ils partagent avec les autorités municipales l'administration des hôpitaux et des biens des pauvres. Cependant, au fil du temps, l'autorité du chapitre va décroître et/ou être progressivement sapée dès lors que ses ressources insuffisantes l'amènent à demander la participation des paroissiens pour réaliser ses projets. Cela le conduit à devoir faire des concessions, à partager des droits (ex: droit de sépulture dans la collégiale).
Le « cloître » de la collégiale se compose des maisons des chanoines qui l'entourent sur les quatre côtés. Elles ont été démolies au cours des sièges successifs de la ville.
Les chanoines sont choisis par le prévôt. Selon le règlement du chapitre, Ils ne sont pas obligatoirement prêtres mais, dans les faits, ils l'étaient ou le devenaient en très grande majorité, (les non-prêtres pouvaient se faire assister par des vicaires qui eux l'étaient et pouvaient ainsi remplir toutes les obligations liées au statut de chanoine, tel que dire la messe; les vicaires pouvant également devenir chapelains ). Lors de leur installation, ils prêtent serment de garder obéissance et fidélité au chapitre, d'observer les statuts et coutumes de l'église, etc.…. Ils se réunissent en chapitre ou assemblée capitulaire pour traiter des affaires de leur communauté. Pour jouir des biens de leur prébende, ils doivent résider à Aire, sauf exception pour ceux faisant ou reprenant des études et pour ceux pourvus de chaires dans des universités ou collèges.
En 1169, le comte de Flandre Philippe d'Alsace fonde seize prébendes supplémentaires. À force d'efforts, il avait réussi à faire transformer en terres labourables de vastes marais situées entre Watten (son père Thierry d'Alsace s'est retiré à la fin de sa vie dans l'abbaye de Watten) et Bourbourg. Il en attribue 1700 mesures (environ 765 hectares) à l'église d'Aire pour subvenir aux besoins des seize nouveaux chanoines. Il y ajoute un moulin, la perception d'un droit de passage sur le fleuve Aa à Watten, quelques terres supplémentaires sur Aire (200 mesures soit environ 90 hectares) et 70 marcs d'argent. Sur ces nouvelles terres a été fondé le village de Cappelle-Brouck, le nom signifiant « chapelle des marais ». La seigneurie de Cappelle-Brouck, y inclus toute la justice seigneuriale, détenue par le chapitre, date de cette époque. Elle correspond à peu près à la moitié de la superficie de la future paroisse. En 1750, le chapitre a encore toute autorité sur sa seigneurie de Cappelle-Brouck mais n'y possède plus en propre qu'une centaine de mesures (environ 45 hectares).
Dans une charte datée d'Aire en 1173, Philippe d'Alsace se déclare le protecteur et avoué ou protecteur de la collégiale. En 1190, avec sa femme Mathilde de Portugal, il accroit de sept prébendes celles précédemment fondées, en octroyant au chapitre de vastes terrains situés sur le territoire de la ville. Ces territoires ne relevaient plus légalement de lui, à la suite du don qu'il avait fait de la partie occidentale de la Flandre à sa nièce Isabelle de Hainaut, à l'occasion de son mariage avec Philippe-Auguste. Les chanoines prennent alors soin de se faire confirmer la donation, en 1202, par le nouveau comte de Flandre Baudouin IX dont la charte énumère tous les biens et possessions du chapitre, puis de la faire ratifier par le prince Louis, futur roi Louis VIII, fils de Philippe-Auguste, en 1218, lorsque Louis prend possession d'Aire, consécutivement à la bataille de Bouvines de 1214.
Dans un autre document de 1190, le même comte de Flandre confirme et/ou octroie divers avantages aux chanoines, comme par exemple d'exempter de toute justice séculière, les chanoines, les personnes attachées à leur église ou à leur service, les habitants de leurs terres, en leur octroyant un pouvoir de justice spécifique, ou encore de les exempter de tout impôt de la part des puissances séculières. Pour exercer sa juridiction, le chapitre s'appuie sur un bailli, un procureur, un greffier, et sur un nombre variable au fil du temps, d'hommes de fiefs héréditaires.
Philippe d'Alsace est encore le prince qui dote la collégiale des principales reliques qu'elle ait possédées, notamment un morceau de la Vraie Croix du Christ, et une partie de la tête de Jacques Le Majeur enlevée de l'abbaye Saint-Vaast d'Arras au profit du chapitre et finalement partagée entre les deux établissements. En outre, le chapitre obtient du pape le privilège de posséder un bréviaire et un office propre, ce qui n'était en général accordé qu'aux églises cathédrales et à quelques monastères. Selon un inventaire réalisé en 1536, le chapitre détient de l'ordre de 40 reliques notables, installées dans des châsses ou reliquaires plus ou moins richement travaillés (argent, or, ...).
Chacune des prébendes fondées s'était vue attribuer des biens pour assurer son fonctionnement, incluant au bénéfice du chapitre, droit de seigneurie et de justice en de nombreux lieux, droits de dîme divers, …. Les chanoines se distinguent entre eux par des appellations différentes selon qu'ils relèvent de l'une ou de l'autre donation : ceux pourvus des prébendes créées par Baudouin V lors de la création de l'établissement, à qui le comte avait en principe donné la propriété de l'église par lui fondée, s'appellent les Quatorze et sont seigneurs des divers lieux associés, comme par exemple Saint-Venant, Wail,...; ceux liés aux 16 prébendes de Philippe d'Alsace en 1169, se subdivisent en chanoines des Dix ou de Cappelle-Brouck en étant seigneurs du lieu et en chanoines des Six ou de l'Overdraght, et ainsi de suite.
Ces prébendes étant d'inégale valeur, pouvant susciter de ce fait des tensions entre chanoines, les papes Honoré III en 1217 et Grégoire IX en 1227, essayent d'établir une égalité des revenus, mais échouent. Au fil du temps, les revenus issus des donations s'avèrent parfois insuffisants. Des tentatives de réformer la situation en regroupant certaines prébendes n'obtiennent que des résultats partiels, tout en rencontrant une certaine opposition au sein du chapitre. Les positions restent peu changées jusqu'à la suppression de la communauté.

### Évolution
Marie, mère de Jésus, fait l'objet d'une dévotion particulière sous le nom de Notre-Dame-Panetière, dont la légende est liée aux guerres de Philippe II Auguste, qui ravitaille la ville d'Aire assiégée et affamée en 1213, et à la distribution de pains aux pauvres depuis des temps anciens.
Très jaloux de leurs privilèges par rapport aux tentations des évêques de Thérouanne puis des évêques de Saint-Omer d'empiéter sur les prérogatives des communautés religieuses, les chanoines acceptent à partir de la fin du XIIe siècle de laisser l'évêque célébrer sa consécration par une joyeuse entrée dans la collégiale d'Aire. Il n'est cependant pas dans leurs intentions de renoncer à ce qu'ils estiment être leurs droits. À la suite d'un différend entre les deux parties en matière de justice, ayant amené de longues procédures et sentence d'excommunication, un compromis établi par les arbitres acceptés par le chapitre et l'évêque énonce le 4 juillet 1340 leurs droits respectifs. Le chapitre ne manque jamais de rappeler le contenu du compromis à toute nouvelle nomination de prélat, mais au fil du temps, les évêques vont se montrer de moins en moins enclins à l'appliquer. Après le Concile de Trente et les conciles provinciaux de Cambrai de 1565 et 1586, favorables aux pouvoirs des évêques, le chapitre subit de plus en plus l'autorité des évêques successifs. À la suite d'une longue période de tension plus ou moins vive, en 1640 l'évêque de Saint-Omer Christophe de France prend en charge la rédaction des statuts du chapitre, afin que ceux-ci soient en conformité avec les prescriptions du Concile de Trente et des synodes diocésains. Il est ainsi rappelé aux chanoines quelques règles qui ne semblaient pas toujours respectées : obligation de modestie, de résidence, assistance aux offices, reddition des comptes, tenue des archives,... Les successeurs de l'évêque sont souvent amenés à les confirmer et renouveler, ce qui laisse supposer qu'ils n'étaient pas fermement observés.
Du XIIe au XVe siècle, au temps du développement du chapitre, pas moins de 22 chapellenies sont fondées sous la dépendance du chapitre d'Aire. Leur situation va se dégrader au fil du temps : non respect par les chapelains de l'obligation de résider, diminution des revenus, ….
Au XIIIe siècle, les chanoines assurent la protection-surveillance du béguinage fondé dans la ville, à proximité de la collégiale. Un membre du chapitre est le père spirituel des béguines. Les relations entre le chapitre et le béguinage restent étroites au long de la vie des deux institutions. Le terrain du béguinage inclut un fief tenu du chapitre, consistant en un manoir et héritage. Au XIVe siècle, pour construire ou obtenir une chapelle, les béguines doivent obtenir l'autorisation du chapitre qui exerce sur elles le droit de patronat (droit du fondateur ou de ses ayant droit). En 1445, un chanoine donne sa maison au couvent de béguines qui avait besoin de place supplémentaire.
De la même manière, du fait que le chapitre assure le patronage dans toute la ville, aucun des couvents créés à Aire (on en compte sept, béguinage inclus) n'est totalement indépendant du chapitre, au moins pour ce qui concerne son église ou sa chapelle.
Au XVe siècle, l'usage de méreaux est attesté dans le chapitre; ils datent probablement de cette époque, même si à Aire on les appelle « plombs ». Le chapitre utilise un système sophistiqué distinguant les « plombs » selon les offices, les cérémonies, etc.. Les chanoines et autres clercs attachés à la collégiale les reçoivent, à l'occasion de leur présence aux offices ou à certaines réunions; ils représentent la rétribution à laquelle ils ont droit du fait de leur présence. Quelques-unes de ces pièces sont connues mais en 1858, la majorité restait à découvrir.
Le chapitre d'Aire partage avec le magistrat de la ville, l'administration de l'hôpital de la ville, dit de Saint-Jean-Baptiste, et des biens des pauvres. Cette cogestion est attestée dès 1221, elle dure jusqu'à la Révolution française. Par ailleurs, le chapitre participe, non sans essayer parfois de limiter sa participation, avec les échevins, aux dépenses visant à prendre en charge les pauvres de la ville. Au XVIIIe siècle, le chapitre est progressivement évincé de la gestion de l'assistance aux pauvres.
Tout au long de son existence, le chapitre d'Aire est confronté à des litiges avec les échevins d 'Aire, à propos des privilèges, propriétés et droits respectifs des deux institutions. Il est décidé en 1322 de recourir à l'arbitrage de la comtesse Mahaut d'Artois. Elle rend son verdict le 5 novembre 1322 en sa cour du château de Saint-Omer. Son arbitrage a traversé l'histoire sous le nom de Sentence Mahaut; elle confirme l'indépendance judiciaire du chapitre, de ses personnes et biens par rapport à l'échevinage, l'exemption d'impôts, l'exemption de participation aux charges de la ville<refRouyer 1858, p. 186 (vues 670)</ref>. Malgré l'arbitrage, des conflits ont périodiquement lieu entre les deux parties. Au XVIIIe siècle, les chanoines mènent de nombreux procès, avec les échevins, mais aussi les curés des paroisses de la ville, les tenanciers des biens du chapitre. Ils y laissent des sommes conséquentes sans toujours obtenir gain de cause. L'évêque de Saint-Omer François de Valbelle-Tourves en tire en 1714 la nécessité d'encadrer ces litiges afin d'éviter l'engagement de procédures inutiles parce que sans aucune chance de succès,,. Encore le 7 mars 1787, des représentants du chapitre et du magistrat de la ville travaillent à établir une transaction pour terminer les procès et autres contestations entre eux.
En revanche, les privilèges du chapitre ne lui permettent pas de s'affranchir des obligations liées à la défense de la ville, notamment en temps de guerre : participation aux dépenses d'entretien des fortifications, participation soit physique soit financière aux actions de guet. Il ne s'en acquitte que contraint et forcé, par exemple sur ordre royal (lettres de Philippe VI le 10 octobre 1338, de Charles V le 23 mai 1369). Le chapitre ne peut non plus, malgré ses tentatives appuyées sur son privilège d'exemption des charges séculaires, esquiver l'obligation au XVIIe siècle de participer au logement des conséquentes troupes espagnoles disposées en la ville pour prévenir toute mauvaise surprise venant de France.
Autre litige, plus singulier : en 1473, le chapitre fait l'objet d'une excommunication par le Saint-Siège au motif d'avoir refusé une nomination par le pape Sixte IV à une des prébendes de la collégiale. Il doit s'incliner.
En 1492, les chanoines lancent le chantier de construction d'une nouvelle église. L'entreprise dure à nouveau de l'ordre d'un siècle, le chapitre en assure le financement, mais doit faire appel aux paroissiens et habitants. La collégiale alors bâtie est pour l'époque une des plus grandes églises de style gothique flamboyant des Pays-Bas méridionaux. Achevée en 1634, l'édifice se distingue par l'élégante tour qui est restée depuis le principal repère visuel d'Aire. Toutefois, le chapitre doit faire des concessions, passer des compromis avec certains financeurs et y perd une partie de son autorité.
Sous Charles-Quint, les chanoines perdent le droit d'élire librement leur prévôt, l'empereur bénéficiant du droit de nommer et de conférer les premières dignités du chapitre. Dès lors, le souverain nomme le prévôt, le chapitre l'élit pour la forme, l'évêque diocésain confirme l'élection, le pape l'officialise par une bulle ad hoc. Le chapitre passe sous domination française en 1676. Le roi de France reprend le droit de nomination. Les chanoines, tout comme l'évêque de Saint-Omer, tentent de profiter d'un moment où les adversaires de la France ont repris la ville d'Aire (1710)  pour nommer le prévôt. En vain, et les traités d'Utrecht de 1713 rendant la ville à la France, Louis XIV nomme à nouveau le prévôt du chapitre.
Il est constaté qu'aux XVIe et XVIIe siècles, ont été acceptés comme prévôts des personnages n'étant pas ecclésiastiques, alors qu'en principe, les prévôts sont tenus d'exercer différentes tâches nécessitant d'appartenir au clergé (exemple : dire la messe les jours des principales fêtes religieuses, administrer l'extrême-onction aux chanoines, ...). Certains ne sont prévôts qu'un temps puis rentrent dans la vie civile et se marient.
Dès le XVIe siècle, le chapitre d'Aire envoie des députés aux États d'Artois, où il a le troisième rang régional après les chapitres d'Arras et de Saint-Omer.
En 1622, le chanoine Deschamps de la collégiale Saint-Pierre, crée rue Saint-Pierre, une maison destinée à accueillir douze filles ou veuves dévotes qui se consacreraient à l'instruction des jeunes filles. À cette fin, il crée douze bourses.
À la même époque, en 1627, dans son testament, le prévôt du chapitre fonde une prébende supplémentaire, mais d'un revenu fort modique.
Au XVIIe siècle, des quatrains situés au bas de vitraux de la collégiale, dans la chapelle dite des Prévôts, rappellent toutes les prébendes créées avec les noms des donateurs Baudouin V, Philippe d'Alsace, le prévôt Robert. Ils ont été détruits lors des ravages liés au siège d'Aire-sur-la-Lys (1641)
Aux XVIIe et début XVIIIe siècle, la ville d'Aire est ruinée à la suite des combats entre France et Espagne, et/ou aux sièges subis. On doit reconstruire l'église du chapitre; l'aide du cardinal de Fleury, ministre du roi Louis XV est décisive. En 1788, après plusieurs étapes, la reconstruction est achevée.
Au XVIIIe siècle, quatre prébendes ont été détournées pour être incorporées à la prévôté, une autre a été supprimée pour servir à l'entretien de quatre enfants de chœur. Au début de ce siècle, la prévôté d'Aire vaut 7000 à 8000 livres par an.
La dérive du droit d'inhumation dans l'église et le cimetière attenant témoignent de la recherche permanente d'argent par le chapitre : pendant longtemps, le droit d'y être enterré est réservé au clergé et à la noblesse. À la fin du XIIe siècle, le droit est étendu à toute personne faisant un don significatif au chapitre. Les inhumations deviennent de plus en plus fréquentes au fil du temps, jusqu'à douze personnes par an dans la collégiale. Une déclaration royale de 1776 met fin à ce quasi trafic : seuls les chanoines peuvent être enterrés dans l'église. On creuse à cette fin un caveau sous le maître-autel du chœur; son ouverture est située à l'extérieur de l'église, la porte ayant ensuite été murée.
Le dernier chapitre général tenu dans l'église collégiale en 1789 marque les difficultés de subsistance des chanoines, les canonicats ne suffisent plus à leur assurer un revenu suffisant; de ce fait, le nombre de chanoines, 29, s'avère inférieur au nombre de canonicats officiellement ouverts, plus de 30, voire jusqu'à 38.

### Fonction pédagogique
Le chapitre d'Aire-sur-la-Lys fait tenir dans la ville des écoles publiques pour l'instruction de la jeunesse. Il apparait qu'il exerce cette fonction plutôt rapidement après sa création. Les écoles sont situées à proximité de la collégiale Saint-Pierre, dans l'actuelle rue du Puits, encore appelée au XVIIIe siècle rue des Écoles. Un membre du chapitre, appelé écolâtre, nommé par le prévôt, exerce la surveillance sur les écoles. La pierre tumulaire de l'un d'eux, mort au XIVe siècle, figurait dans la collégiale Saint-Pierre au XIXe siècle.
La ville n'a longtemps eu que les seules écoles du chapitre. L'écolâtre présente chaque année au chapitre réuni le nouveau directeur choisi par lui ou propose la reconduction du directeur en place, en général un maître es arts (magister artium), lequel prête serment de remplir ses fonctions en respectant les usages et principes de leur église.
Les écoles du chapitre n'assurent qu'un enseignement élémentaire. La ville d'Aire fonde un collège en 1576. Bien qu'il s'agisse d'une décision et d'un investissement des échevins, le chapitre garde un droit de contrôle en conservant le droit de choix du directeur parmi une liste de candidats proposés en commun par les échevins, le gouverneur de la ville et l'écolâtre. En 1613, le magistrat de la ville demande et obtient des archiducs Albert et Isabelle le droit de confier un nouveau collège, en remplacement de l'établissement existant, aux Jésuites. À partir de ce moment, le chapitre va progressivement perdre ses prérogatives sur l'établissement : en 1754, les Jésuites traitent seuls les questions de gestion du collège, malgré les protestations tant du chapitre que du gouverneur de la ville. Ces droits du chapitre ne vont pas être rétablis lorsque les Jésuites sont évincés des collèges qu'ils dirigent dans le pays en 1762.
Néanmoins, malgré la création du collège en 1576, le chapitre a gardé ouvertes les écoles qu'il dirigeait. Mais il n'y est assuré qu'un enseignement très basique : apprentissage de l'alphabet, lecture, écriture. On les appelle les petites écoles. L'enseignant n'y est plus qu'un vicaire ou un clerc attaché à la collégiale, cependant toujours nommé par le chapitre sur présentation de l'écolâtre.
Le chapitre accorde également des bourses, souvent fondées par un chanoine par testament, afin de permettre à des enfants estimés capables de poursuivre des études.

### Disparition
Malgré les difficultés de subsistance des chanoines, évoquées ci-dessus, à la veille de la Révolution française, le chapitre d'Aire reste par son importance le 3e de la province d'Artois.
Le 11 avril 1789, les chanoines élisent leurs représentants à l'assemblée des états des trois ordres tenue à Arras le 20 avril 1789. Le prévôt, le doyen, l'écolâtre ainsi choisis, sont chargés de participer à la rédaction des cahiers de doléances du clergé et de désigner les députés du clergé aux États généraux de 1789.
Le 9 novembre 1789, deux orfèvres de la ville sont désignés par le chapitre pour faire l'inventaire des objets d'or et d'argent de l'église, conformément à la lettre du roi. L'inventaire est dressé devant notaires le 24 novembre 1789, et tout ce qui y était indiqué comme pouvant être aliéné a été envoyé ultérieurement à la Monnaie de Paris, en exécution d'une délibération du chapitre du 21 décembre 1789. Quelques pièces, sauf celles estimées indispensables au culte, ayant échappé à cet envoi furent détruites en 1792 pour être converties en numéraire. Les toutes dernières conservées pour le culte ont été emportées le 14 novembre 1793 (24 brumaire an 2). Les ornements en or et argent de la cathédrale ont été expédiés à Saint-Omer le 23 avril 1794 (4 floréal en 2) avec les objets de lingerie de l'église.
En même temps, en application d'un décret de l'Assemblée nationale, les chanoines font réaliser un recensement de tous les biens immobiliers et mobiliers de la collégiale; la déclaration en est signée le 24 février 1790, une copie étant remise à la municipalité, afin d'être transmise à l'Assemblée nationale.
Le 1er juin 1790, le chapitre souscrit pour cent livres aux frais de la garde nationale; il s'agit d'une deuxième subvention de ce type à cet organisme, une première de deux cents livres ayant été déjà accordée le 8 août 1789, peu de temps après qu'une somme de 1500 livres ait été comptée aux magistrats municipaux pour faire face à leurs obligations. Ces versements s'apparentent à des gestes destinés à prouver leur bonne volonté et à sauver leur existence.
Cela aura servi à peu de choses : le 12 juillet 1790, le décret de l'Assemblée nationale constituante sur la constitution civile du clergé et la suppression des ordres monastiques, supprime les chapitres, prébendes et autres bénéfices ecclésiastiques.
Peu de temps après, les biens immobiliers et mobiliers sont déclarés biens nationaux, comme à travers tout le pays et sont vendus entre 1791 et 1795. De même, sont vendues les boiseries et chapelles de la collégiale.
Les archives judiciaires du chapitre (liées à son privilège d'exercer la justice sur ses biens, dépendances et personnels) ont été transportées au greffe du tribunal du district de Saint-Omer. Les archives du chapitre, contenant les titres, plans, papiers , livres, etc. du chapitre, n'ont pas été envoyées au chef-lieu du département comme prescrit par les lois de 1790 et 1796. Elles sont restées oubliées dans un local au-dessus de la sacristie et en 1839, ont été transférées dans une salle de l'hôtel-de-ville où elles ont pu être classées.
Le dernier chapitre général célébré dans l'église collégiale a lieu en 1789.
Les cloches de l'église, sauf la plus petite laissée sur place, sont enlevées et envoyées à Arras.
Les chanoines fuient souvent à l'étranger pour sauver leur vie.
L'église Saint-Pierre est d'abord ramenée au stade de simple paroisse, dirigée par un curé constitutionnel puis temporairement transformée en 1793 en temple de la raison ou de l'Être suprême. Elle échappe toutefois à la destruction et retrouvera son rôle au XIXe siècle.
Environ 90 mesures (de l'ordre de 40 hectares) sont vendus à différents acheteurs.
En 1793, les reliquaires sont détruits, après qu'on en ait retiré tout l'or et l'argent pouvant être converti en numéraire. Les reliques elles-mêmes sont jetées à la voirie ou brûlées.
Le 16 avril 1794 (27 germinal an II), a lieu dans la « ci-devant » église Saint-Pierre la vente de tous les objets en bois et de tout le bois qui a pu être récupéré sur le site . La statue de Notre-Dame-Panetière en fait partie, étant vendue comme bois à brûler. Des personnes pieuses l'ont préservée et ont pu réintégrer la statue dans l'église le 8 septembre 1802.

## Personnalités
- Jules Rouyer donne la liste des prévôts de l'année 1104 à la Révolution française. Nombre d'entre eux portent des noms illustres dans la région ( de Croÿ, d 'Egmond.... Certains deviendront ensuite évêque comme Thierry Larchier d'Hirson, évêque d 'Arras[60].

- En 1169, le chapitre est dirigé par un prévôt très proche du comte de Flandre. Appelé Robert d'Aire, il a laissé sa marque sur l'assemblée de chanoines. Robert a fondé une prébende à ses frais dans l'église collégiale. Les biens supportant cette fondation étaient initialement situés à Saint-Venant, puis ont été augmentés par divers bienfaiteurs, dont à nouveau le comte. Ce Robert serait à l'origine des faveurs particulières de Philippe d'Alsace pour le chapitre. Il avait débuté en tant que prévôt de la cathédrale Saint-Donatien de Bruges et de ce fait était chancelier de Flandre sous Thierry d'Alsace. Puis il devient le favori de Philippe d'Alsace, au point que des auteurs contemporains estimaient que Robert, présumé en relation avec les démons, avait ensorcelé le comte. Robert a enrichi ces soupçons par son attitude : indéniablement intelligent et cultivé, son ambition et son avidité paraissent sans bornes, tout parait bon pour profiter de l'amitié que lui porte le comte. Il se fait attribuer successivement en quelques années, la prévôté d'Aire, celle de  la collégiale Saint-Amé de Douai, celle de la cathédrale Notre-Dame de Saint-Omer, celle de Saint-Sauveur d'Harlebecque. Il se fait ensuite nommer évêque de Tournai, puis évêque d'Arras, puis sans même avoir occupé ces deux sièges, se fait attribuer le diocèse de Cambrai. Il est nommé évêque de Cambrai lorsque peu de temps après Jacques Ier d'Avesnes, seigneur de Condé, dont Robert s'est fait un ennemi à la cour de Philippe, le fait assassiner à Condé en 1174[19]. Le corps de Robert est apporté à Aire et inhumé dans la sacristie de la collégiale, conformément aux souhaits exprimés par le prévôt[20].

- Un des doyens du chapitre a laissé une trace en tant qu'historien : Guyart des Moulins[24].
- Plusieurs chanoines d'Aire ont acquis une certaine célébrité : Guillaume Gazet, historien ecclésiastique[61], François Modius, humaniste,

## Postérité
- La collégiale Saint-Pierre d'Aire sur-la-Lys continue de rappeler l'existence du chapitre.
- La bibliothèque d'Aire contient en 1949, un manuscrit en deux volumes, datant du XVIIIe siècle, qui contient un inventaire sommaire des archives du chapitre Saint-Pierre[38].
- Au 18, de la rue Saint-Pierre à Aire, la maison dite des Dévotaires, fondée en 1622, témoigne de l'action du chanoine Deschamps évoquée ci-dessus[16].
- Au 20 de la place Saint-Pierre, la maison capitulaire (du chapitre), cave et cellier, et la maison attenante évoquent l'existence du cloître entourant la collégiale[16]

- Aire, ville frontière a été fortifiée à plusieurs périodes de son histoire : un bastion des Chanoines ou de Thiennes, datant du XVIe siècle rappelle lui aussi la présence des religieux en ville[62].